# 泰国共产主义叛乱
泰国共产主义叛乱，毛派及其同情者称为泰国人民战争，是一场从1965年持续到1983年的游击战，主要发生在泰国共产党和泰国政府之间。1980年宣布大赦后，战争开始缓和。1983年，泰共完全放弃了叛乱，结束了冲突。

## 背景

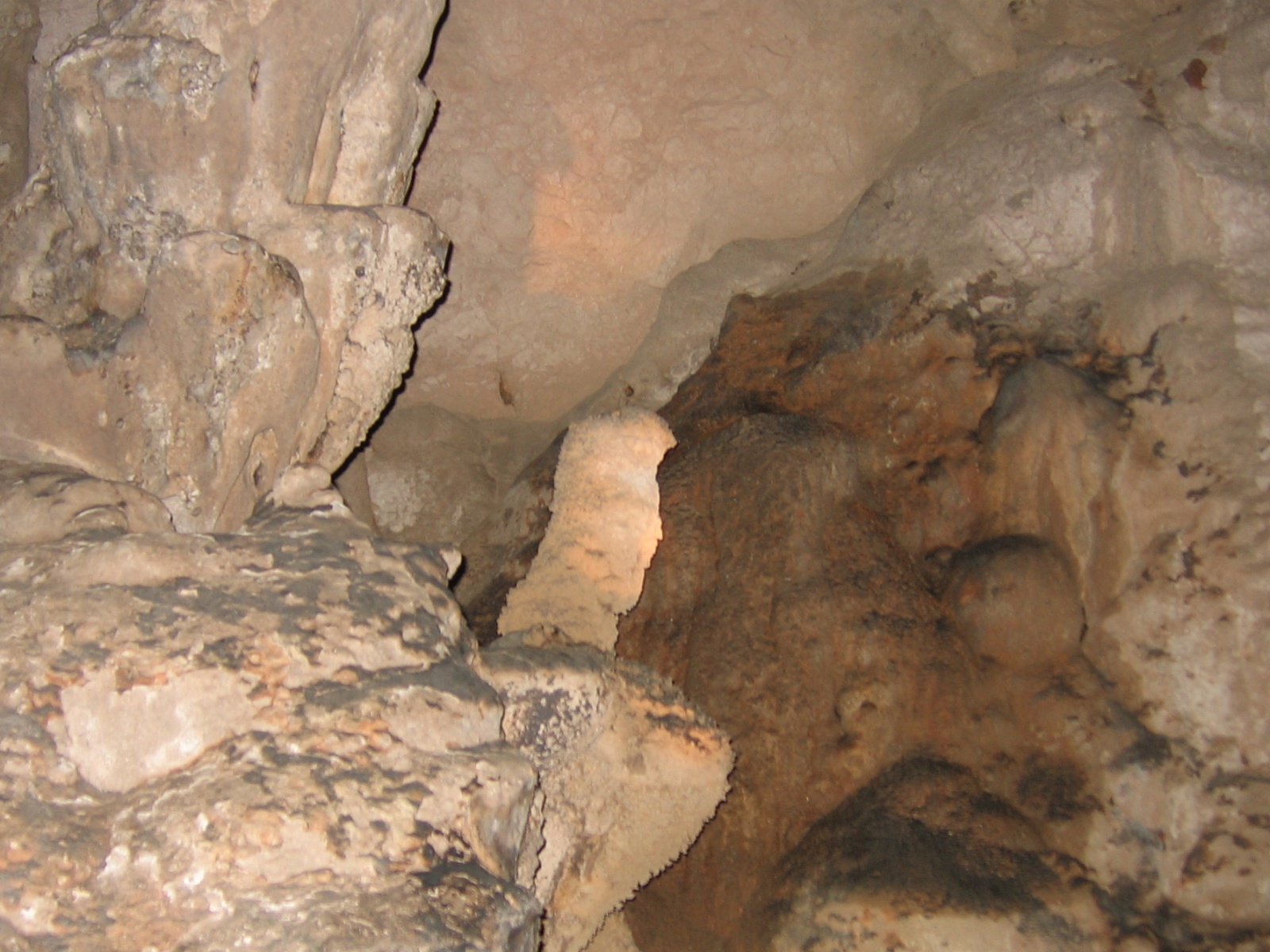
蕴朋郡（Amphoe Umphang）的大高碧洞穴（Ta Ko Bi Cave）中的石灰岩地形，为泰共游击队的基地。

1927年，中国共产主义者Han Minghuang在被捕前试图在曼谷建立一个共产主义组织 。隔年胡志明来到泰国北部，试图在当地越南裔社区中建立苏维埃。1932年暹罗立宪革命后，保守派首相披耶·玛奴巴功指控他的政治对手比里·帕侬荣是共产主义者，于此同时，他的政府通过《1933年反共法案》，宣布共产主义非法。
二战时期，共产党人与自由泰人运动结盟。1946年，比里·帕侬荣重新掌权，废除反共法案并同苏联恢复外交关系。1949年，比里·帕侬荣试图在1947年泰国政变后重新掌权的行动中失败，“宫廷政变”后的镇压使泰共领导层开始准备发动人民战争。
朝鲜战争期间，泰国共产党继续在农村囤积武器，进行人民战争的准备。与此同时，泰国共产党建立起一个和平组织泰国和平委员会，主要在城市地区活动。泰国和平委员会对泰国共产党的壮大和国内反美情绪的兴起发挥了重要作用。
1960年，北越在和平省内为泰国和老挝志愿者建立起训练营。一共400人参与了该训练营第一年的行动。
1961年9月，泰国共产党在曼谷秘密召开了第三次全国代表大会。选举密·沙玛南为总书记，大会通过了《建立爱国民主联合阵线，驱除美帝国主义侵略者，推翻沙立卖国法西斯独裁及窃国殃民政权》的政治报告，并发出了“加紧发动和组织群众与敌人进行彻底斗争”的号召，大会认为泰国已日益沦为美国的“新型殖民地”，并确定了准备进行武装斗争的路线，大会还追认第一、第二次全国代表会议为全国代表大会，修改了党章并制定了“驱除美帝势力，推翻沙立政府”等十二项政策。此后泰共把工作重心由城市转到农村。在泰国东北部、中部等地农村发动群众，组织武装队伍。并决定在中苏交恶的国际情势下，选择与中国共产党站在同一阵线。1964年10月1日，在中华人民共和国的国庆典礼上，泰国共产党代表在贺词当中正式宣布其立场。 一个月后，泰国共产主义者在北京成立泰国独立运动。
1962年3月，泰國共產黨於中國雲南磨憨成立「泰國人民之聲」電台。
1964年12月8日，泰国独立运动发表了一份宣言，要求美军撤出泰国并要求政权更迭。该宣言随后被北京电台广播。1965年1月1日，泰共成立“泰国爱国阵线”，是泰共领导的进行反美斗争的统战组织。它的宗旨是为彻底实现泰国的独立、民主、和平、中立和繁荣而斗争，它提出了六点要求和平与中立的纲领。泰国爱国阵线呼吁成立一个爱国且民主的政府，并反对泰国政府军和驻守泰国的美军。1965年11月1日，泰国独立运动宣告它加入泰国爱国阵线作为团体会员，并接受泰国爱国阵线的领导。该组织的主力由山地部落，华裔和越南裔组成。

## 武装冲突
1950年代早期，50名泰国共产主义者来到北京，在那里他们接受意识形态和宣传上的训练。1961年，一小支巴特寮的部队潜入泰国北部。当地党组织被建立起来，并派遣志愿者前往中国，越南和老挝的训练营接受军事训练。1962年到1965年间，350人在北越接受了8个月的军事训练，武装部队一开始只拥有少量的武器。1965年上半年，游击队从老挝走私了大约3000美制武器和90，000枚弹药，这批武器原本是给得到美国支持的寮王国军队，却被泰共游击队缴获。
1961年到1965年间，游击队组织了17起暗杀行动，暂不准备发动全面武装冲突，直到1965年夏季，武装分子开始冲击泰国武装部队。在这一时期，一共13起冲突被记录，1965年下半年，又有25起武装行动发生。1965年8月7日，泰國共產黨開始在那空拍侬府的塔拍侬县开始进行武装斗争，並在泰國人民之聲中宣布「武裝暴動的時代已經開始」，當時泰共約擁有1,200名武裝分子。 
 战争逐渐由东北部扩大到南部、中部、北部一些山林地区，不少地方已经建立了泰共政权。泰共的指导思想有马克思列宁主义，毛泽东思想，坚持农村包围城市、武装夺取政权的斗争道路，反对他侬政权。
1966年起，叛乱蔓延到泰国各地，90%的武装冲突在泰国东北部发生，4月初，武装分子在清莱府的冲突中击毙16名泰国军人，另有13名军人受伤。当年上半年间，共有45名安全部队人员和65名平民在武装冲突中阵亡。尽管有五起武装行动针对美国空军在泰国的基地，美军的介入仍然有限。
随着国民革命军在国共内战战败，自中国云南退入缅甸北境的国军，经过两次在缅撤军整编，只剩下李文焕统领的第三军和段希文统领的第五军没有撤离，而是留在泰缅边境，成为泰北孤军。其统辖权归于泰国政府，泰方称其为“国民党中国军队难民”，第三、五军后来为泰国政府收编，协助泰国政府清剿泰共。这支部队迅速适应泰国社会，并在贪污官员的包庇下进行鸦片贸易，给国军提供了大量资金。与此同时，国军同泰国政府合作，协助平定叛乱分子。1967年7月，由于毒品种植者拒绝向国军交税，1967年鸦片战争爆发，政府军介入冲突，摧毁了大批村落，将疑似共产主义者重新安置。新转移来的人口成为了泰国共产党征兵的新来源。
1967年2月和8月，泰国政府在曼谷和吞武里针对叛军进行了一系列围剿，逮捕了包括总书记Thong Chaemsri在内的共30名泰国共产党成员。隔年10月和11月间又陆续逮捕一批共产党员。此事造成武装斗争遭受挫折。泰共在一些地区的武装力量损失较严重，但北部山区武装斗争仍有新发展，并建立了几个小块根据地。
到了1969年，泰国人民解放军总司令部成立，发布了解放军十项纪律。代表泰共正式拥有自己的游击队。这支军队主要活动与泰北的碧差汶山脉（Phetchabun Mountains）和披泛南地区等山区活动。游击队所控制的范围主要在边境地带，与马来亚共产党的基地接壤。
1972年1月，泰国政府派出了超过12，000军人前往泰国北部省份，执行了导致超过200名叛乱分子阵亡的长达6个星期的军事行动。在行动中政府军有大约30人阵亡，100人受伤。同年晚，泰国皇家军队和志愿防卫队在泰国南部省份博他仑府犯下红鼓屠杀，杀害了超过200名疑似支持共产党的村民（非官方数字称3，000人）。这场屠杀可能是由政府的共产主义镇压行动指挥部 (CSOC)所命令执行的。
这只是在泰国政府于1971-1973年在全国范围内造成3，008名平民死亡（官方数字，非官方数字仅仅在博他仑府一省就有1，000至3，000人死亡）的残酷镇压共产主义行动中“军队和执法部门广泛滥用权力的范本”的其中一个案例。这些被杀害的平民被指控与泰国共产党合作。在当时，这些被逮捕的嫌疑人通常在路边就被军人射杀。“红油鼓”战术后来被推广以消灭一切证据，嫌疑犯在处于半昏迷的情况下被丢进装满汽油的油鼓，随后被活活烧死。
1976年10月6日，出于对越南发生了共产主义势力接管国家的恐惧，反共警方在曼谷的法政大学袭击了左翼学生的示威，这起事件后来被称之为法政大学大屠杀。根据官方记录，46名学生被杀，167人受伤。
到了1977年，泰共已擁有六到八千人左右的武裝勢力，以及約一百萬名支持者。據官方資料，當時全泰國約有一半的省分「遭到共黨滲透」。
左派知識分子的加入使泰國愛國陣線的政策制定更加完善。在黨員人數擴增之後，泰共開始吸收泰國社會各階層的勢力。1977年5月7日，泰國社會黨宣布與泰共在武力上進行合作。7月2日，兩黨宣布成立聯合陣線。10月4日，泰國人民之聲宣布「愛國民主軍事協調委員會」（Committee for Coordination of Patriotic and Democratic Forces）於9月28日成立，9名協調委員分別是：
- 主席：乌东·西素万（Udom Srisuwan，泰國共產黨中央委員會成員）
- 副主席：汶延·沃通（Boonyen Wothong，泰國社會黨）
- 協調委員：蒙功·那·那空（Monkon Na Nakhon，泰國共產黨）、特蓬·猜迪（Therdphum Chaidee）、西通·裕甘他（Sithon Yotkantha，農民運動人士）、沙玛·乍利恭（Samak Chalikun，社會主義統一陣線）、参尼·沙迪社（Chamni Sakdiset）
- 協調委員暨發言人：西·因他巴提（Sri Inthapathi，原任職於泰國政府的公共關係部）
- 秘書：提拉育·布恩米（Thirayut Boonmi）

學運人士，為「團結戰鬥」（Samakhi Surop）的主編，這本雜誌在當時的學生之間和國內頗為流行，甚至發行到海外。

當時與泰國共產黨合作的還有泰國穆斯林人民解放軍（Thai Moslem People's Liberation Armed Forces）及全泰學生中心。

### 由盛轉衰
由於泰共極度倚賴外國和鄰國共產黨的協助，軍事和政治上的發展受到同盟一定程度的牽制，因此盟邦若不願提供幫助，泰共將處於十分不利的地位。
1975年，越南和柬埔寨發生衝突，中越共產黨之間關係惡化。1978年，中國和蘇聯交惡，造成越南和柬埔寨的紅色高棉發生戰爭，使泰共頓時間失去了來自越南和柬埔寨的協助，而寮國站在越南這一邊。1979年1月，寮國政府驅逐了境內的泰共以及泰國人民解放軍，使泰共頓失依靠。10月22日，Bunyen Worthong帶著一小部分的前學生領袖和知識分子自黨內分裂出來，在永珍自組泰國新黨（Thai Isan Liberation Party，又被稱為Pak Mai，即「新黨」之意），支持越南-寮國聯盟。
泰共對於柬越衝突一開始決定維持中立，後來越南軍事入侵柬埔寨之後，泰共在1979年6月7日發表譴責越南的聲明。东南亚形势发生变化。在泰国社会性质、革命道路等问题上持不同意见的统战人士、青年学生，先后离开泰共下山，走各自的道路。但在此時，泰共面對空前的外交危機，泰國政府和中共決定聯手對抗越南，同時兩國在外交以及貿易上的往來逐漸升溫，也因为邓小平上台后取消了毛泽东的“输出革命”政策。這使得中共對於泰共的援助急遽減少，邓小平政權甚至勸阻泰共在電台發表反政府的叛亂思想。1979年7月10日，「泰國人民之聲」宣布停業，並於隔天發送最後一則廣播後，正式結束運作。9月30日，《人民日報》刊登了泰共慶祝中華人民共和國成立30週年的賀辭，賀辭呼籲兩黨加強軍事上的合作，但此後中國媒體鮮少報導有關泰共的報導。
泰共自成立就将毛泽东思想定为指导思想，在中共的影响和支持下，走上了农村包围城市的武装斗争路缐，对中共革命经验亦步亦趋。在泰国国内局势混乱时，泰共在农村获得了极大发展，大批大学生、知识分子争相走进丛林加入泰共，一如曾经的延安。当1980年代泰国国内局势趋于缓和，发展走上正轨时，泰共的指导思想越来越受到质疑，引发党内大讨论，矛头直指泰共中央。认为泰共中央是旧时代思想的代表，建议建立新式马克思主义机构，並提出了新的战略战术，但泰共中央仍然坚持中国经验，认定泰国「半殖民地半封建社会」的性质。泰共因此分裂，大批青年学生重返城市， 城市组织瓦解，泰共由此衰落。

### 衰亡（1980年代）
1980年，泰國政府宣布了「66/2523命令」，表示接受招安的泰共幹部可以獲得赦免。

1981年3月，泰國社會黨聲稱泰共已經被外國勢力所把持，宣布與泰國共產黨決裂。

1981年4月，泰國共產黨的領導人呼籲與政府進行和平談話。泰國政府則回應泰共必須先解除其所有武裝勢力，才有進行溝通的可能。
1981年10月25日，泰國陸軍作戰部指揮官差瓦立·永猜裕將軍發表聲明，宣布已經掃蕩泰國北邊及東北邊的泰國人民解放軍勢力，戰爭已經進入尾聲。1982年，泰國總理炳·廷素拉暖將軍宣佈了「65/2525命令」，再次赦免歸降的共產黨員和解放軍。
1982年3-4月，泰共召开第四次全国代表大会，总结了17年来进行农村武装斗争的经验。巴差·滩雅派汶当选为总书记。通过了题为《广泛团结爱国民主力量，为真正独立民主斗争到底》的政治报告和新党章。确定党目前的三大任务是：进一步扩大和加强爱国民主力量；坚持农村武装斗争并与在城乡开展经济、政治和其他形式的斗争紧密结合；加强党的建设，坚持自力更生为主、努力争取国际援助的方针。1982年到1983年，大量的幹部及解放軍接受招安，共產黨勢力迅速衰減。受招安的人有很多是在1976年法政大學屠殺事件發生時加入的學生和知識份子，這些人大多反對泰共所堅持的毛澤東主義，並表示泰國應該揚棄農民起義的思想，朝向成為一個工業化國家的目標邁進。1984年4月和1987年4月，泰共第四届中央执行委员会先后有十几名中央领导人被当局逮捕入狱。与此同時，兩名泰共的高層被政府逮捕，一名是中央政治局的成員Damri Ruangsutham。另一名是泰國南方的共產黨領導人Surachai Danwattananusorn。至1989年9月被捕人员先后均获释放。据泰军方估计，至1991年底，泰共在全国各地的武装力量均已下山。
1990年代初之後，泰共銷聲匿跡，且至今仍被列入非法组织。武装叛乱自此结束。